# Siegfried Wuppermann
Siegfried Wuppermann (* 15. Dezember 1916 in Berlin; † 15. April 2005 in Osnabrück) war ein deutscher Seeoffizier, zuletzt Fregattenkapitän der Reserve der Bundesmarine.

## Leben
Siegfried Wuppermann wurde 1916 als Sohn eines Bankdirektors in Berlin geboren und trat am 3. April 1936 der Kriegsmarine bei. Ab 10. September 1936 war er als Seekadett auf der Emden.
Anfang April 1938 kam er als Adjutant zur 1. Schnellboot-Flottille und später in gleicher Position zur U-Boots-Schulflottille.
Ab März 1939 war er bis Mitte April 1940 Kommandant des Schnellbootes S 20 bei der 1. Schnellboot-Flottille. Einen Monat später übernahm er ebenfalls bei der 1. Schnellboot-Flottille das Kommando über der Schnellboot S 25. Ende 1940 wurde er, nun bei der 3. Schnellboot-Flottille, Kommandant der S 60 und blieb dies bis Ende September 1941 Zeitgleich war er hier bis Februar 1943 Gruppenführer. Am 1. Oktober 1940 war er zum Oberleutnant zur See befördert worden. Im Februar/März 1941 war er in Vertretung für Korvettenkapitän Friedrich Kemnade Chef der 3. Schnellboot-Flottille. Ab Oktober 1941 war er Kommandant des Schnellbootes S 56. Mitte Juni 1942 konnte er mit einem Torpedotreffer den britischen Leichten Kreuzer Newcastle beschädigen und für knapp ein Jahr außer Gefecht setzen. Am 3. August 1941 war er als Führer einer Gruppe von Schnellbooten für die Versenkung u. a. zweier russischer Zerstörer und des russischen U-Boots S 3 mit dem Ritterkreuz des Eisernen Kreuz ausgezeichnet worden. Anfang 1943 gab er das Kommando über S 56 ab. Am 1. April 1943 wurde er Kapitänleutnant. Er ging als Ausbildungsleiter bis September 1943 zur Schnellboot-Schulflottille. Am 14. April 1943 erhielt er mit der Verleihung des Eichenlaubes auch als zweiter von acht Soldaten das Schnellboot-Kriegsabzeichen mit Brillanten.
Ab September 1943 war er Chef der neu aufgestellten 21. Schnellboot-Flottille, welche später im Mittelmeer eingesetzt wurde. Ab Dezember 1943 übernahm er zeitgleich die 22. Schnellboot-Flottille. Im Februar 1944 gab er beide Kommandos ab. Von Mai 1944 bis Juli 1944 diente er Admiralstabsoffizier im Stab des Führers der Schnellboote und war einen Monat im OKM. Anschließend war er bis Februar 1945 an der Marinekriegsakademie. Von März 1945 bis Kriegsende war er als Kapitänleutnant Chef der 1. Schnellboot-Division, welche in der Adria agierte und welcher die 21. und 22. Schnellboot-Flottille zugeordnet war. Nach dem Krieg kam er in Kriegsgefangenschaft, aus welcher er am 21. Juni 1946 entlassen wurde.
Bei der 3. Schnellboot-Flottille soll Wuppermann an über 100 Feindfahrten und bei der 1. Schnellboot-Flottille an über 30 Feindfahrten teilgenommen haben.
Später ging er als Reservist zur Bundesmarine, wurde Ende März 1961 erst Korvettenkapitän der Reserve und dann Mitte September 1965 Fregattenkapitän der Reserve.
1954 war er ein Teilnehmer der Baden-Badener Unternehmergespräche (BBUG) und war neben Hans von Davidson einer von einigen ehemaligen Wehrmachtsoffizieren.

## Werke (Auswahl)
- Schnellboote. In: Leinen los!, 2, München, 1955, S. 7.
- Schnellboote im Mittelmeer. In: MOH-Nachrichten, 10, Krefeld, 1961, S. 88–90.